# Copa del Mundo de Rugby 9
La Copa del Mundo de Rugby 9 fue una competición internacional de rugby league en formato reducido de la International Rugby League. 
Esta competición se celebró por primera vez en 2019 en Australia.
Se disputa en categoría masculina y femenina.

## Historia
La edición inaugural se desarrolló el 18 y 19 de octubre de 2019 en el Bankwest Stadium de Sídney, New South Wales, Australia, resultando campeón Australia y Nueva Zelanda, en categorías masculina y femenina respectivamente.
El torneo, al igual que el torneo de Rugby League de 13 jugadores, estaba previsto que se celebrara cada cuatro años. Sin embargo, el torneo de 2023, que debía celebrarse en Australia, fue cancelado debido a que el gobierno de Nueva Gales del Sur retiró su apoyo después de la pandemia de COVID-19.

## Resultados

### Masculino
| Año  | Sede   | Campeón   | Marcador | Subcampeón    |
| ---- | ------ | --------- | -------- | ------------- |
| 2019 | Sídney | Australia | 24 - 10  | Nueva Zelanda |

### Femenino
| Año  | Sede   | Campeón       | Marcador | Subcampeón |
| ---- | ------ | ------------- | -------- | ---------- |
| 2019 | Sídney | Nueva Zelanda | 17 - 15  | Australia  |

## Posiciones
Número de veces que las selecciones ocuparon cada posición en todas las ediciones.

### Masculino
| Equipo        | Campeón | 2º puesto |
| ------------- | ------- | --------- |
| Australia     | 1       |           |
| Nueva Zelanda |         | 1         |

### Femenino
| Equipo        | Campeón | 2º puesto |
| ------------- | ------- | --------- |
| Nueva Zelanda | 1       |           |
| Australia     |         | 1         |